# SSB ET 30/31–ET 34/35
Die Triebwagen SSB ET 30/31–ET 34/35 wurden 1953/1954 für die normalspurigen Elektrischen Bahnen der Stadt Bonn und des Rhein-Sieg-Kreises (SSB) beschafft. Die ersten beiden Fahrzeuge wurden von der Waggonfabrik Talbot, der dritte Wagen von Westwaggon beschafft. Umgangssprachlich wurden die Fahrzeuge als Talbot-Wagen bezeichnet, auf Grund ihres Einsatzes im Ausflugsverkehr wurden sie zudem Rasende Kaffeeküche genannt. Die Fahrzeuge waren bis 1978 im Einsatz und wurden dann ausgemustert sowie verschrottet.

## Geschichte
Als die Köln-Bonner Eisenbahnen um 1950 ihren Fahrzeugpark mit vierachsigen Doppeltriebwagen ihren Fahrzeugbestand modernisierte, wollten auch die SSB neue Fahrzeuge beschaffen. Da die Firma Westwaggon mit dem Bau der Kölner Züge ausgelastet war, wurde Talbot in Aachen beauftragt, einen ähnlichen Triebzug für ihre Strecken zu bauen. 1953 entstanden die ersten beiden Züge, 1954 wurde der dritte Zug von Westwaggon ausgeliefert. Die Fahrzeuge waren komfortabel ausgestattet und hoben die Stellung der Bundeshauptstadt Bonn hervor. Die kurzgekuppelten Doppelwagen waren mit je einem Führerstand am Wagenende ausgerüstet.
Die Einheit ET 32/33 besaß ab Werk im hinteren Bereich des einen Wagens ein kleines Küchenabteil mit Kaffeemaschine und hatte deshalb vier Sitzplätze weniger. Der Einsatz der Einheit auf der Linie H zwischen Bonn und Bad Honnef erwies sich als schwer planbar. 1957 wurde das Küchenabteil ausgebaut.
Eingesetzt waren die Fahrzeuge hauptsächlich im Verstärkerverkehr auf der Linie H, nach der Umstellung der Siebengebirgsbahn auf die Spannung der Stadtstraßenbahn waren sie freizügig auf den Stadtbahnlinien in Bonn einsetzbar. Unter anderem fuhren sie als Eilzüge, die nicht jede Haltestelle bedienten. Diesen Verkehr führten sie bis Anfang der 1970er Jahre aus, danach waren sie nur noch im Berufsverkehr als Verstärkungsfahrzeuge eingesetzt. Mit der Beschaffung neuer Duewag-Gelenkwagen wurden sie 1978 entbehrlich und verschrottet.

## Technische Beschreibung
Die Fahrzeuge besaßen abgerundete Formen, große Fenster und bis zu den Drehgestellen herabreichende Seitenschürzen. Sie entsprachen Fahrzeugen der KBE mit zwischen den Drehgestellen liegenden Türen.
Die Gleichstromfahrzeuge wurde von der AEG ausgerüstet. Sie wurden pro Einheit von vier Gleichstrommotoren angetrieben, die mittels Hohlwellenantrieb die Kraft auf die Achsen übertrugen. Gesteuert wurden sie von einem Nockenschaltwerk sowie einem Feinstufen-Fahr- und Bremswerk. Es konnten zwei Doppelfahrzeuge im Verband gefahren werden, was im Betrieb aufgrund der Länge von knapp 75 Metern nur in Ausnahmefällen vorkam. Sie waren mit vier Bremssystemen ausgestattet: einer Widerstandsbremse, einer Druckluftbremse, einer Magnetschienenbremse und einer Handbremse. Sie besaßen ein hohes Beschleunigungsvermögen und eine hohe Geschwindigkeit.
Beide Wagengrundrisse waren gleich gestaltet. Der Mittelraum war ein Raucherabteil, die größeren Abteile zu den Wagenenden hin waren den Nichtrauchern vorbehalten und durch Schiebetüren getrennt. Die Außen-Schiebetüren hatten elektropneumatischen Antrieb. An den Fahrzeugenden befanden sich für die Doppeltraktion bzw. zum Abschleppen Scharfenbergkupplungen. Lackiert waren sie anfangs mit einer zweifarbigen Lackierung in grau/grün mit Zierleisten, später wurden sie mit der Einheitslackierung in gelb und Firmenwerbung versehen.